# Complejo turístico de Guaqui
El Complejo turístico de Guaqui es un espacio museográfico ubicado en Guaqui, al oeste de Bolivia dedicado a preservar la historia ferroviaria y cultural del lago Titicaca. El museo, que se encuentra en la antigua estación de trenes del municipio de Guaqui, alberga locomotoras históricas y salas de exhibición dedicadas a la vida cotidiana, festividades y producción local.

## Ubicación
El complejo se encuentra en la población de Guaqui, provincia Ingavi, departamento de La Paz, Bolivia. Está ubicado a 98 km de la ciudad de La Paz, 20 km al oeste de Tiwanaku y al este de Desaguadero, en la frontera con Perú.

## Historia y colecciones

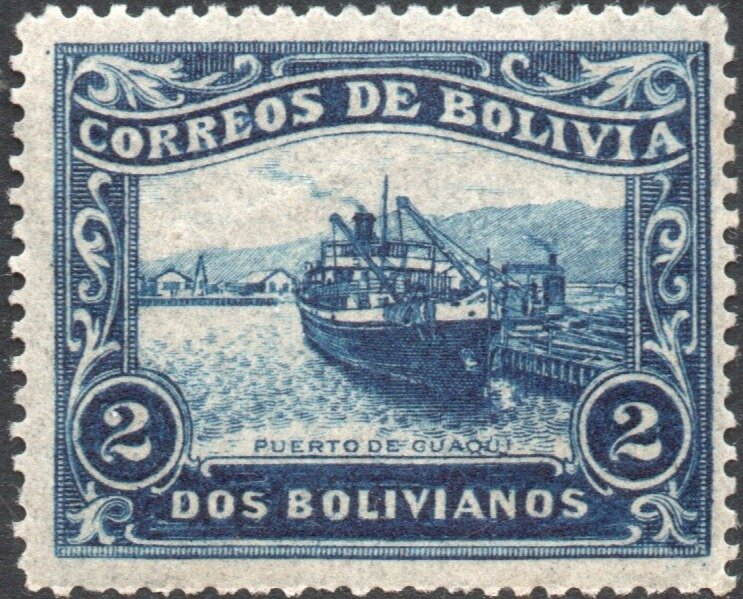
Estampilla boliviana alusiva al puerto de Guaqui y sus ferrocarriles, 1914

La población de Guaqui fue la primera en albergar un puerto lacustre internacional en Bolivia. Por su parte, el ferrocarril Guaqui-La Paz, administrado inicialmente por la Peruvian Corporation, facilitó la conexión con Perú y el comercio internacional. La línea fue nacionalizada en 1974 y cerrada en 1995.
El Museo de Locomotoras de Guaqui es el principal atractivo del municipio. Se abrió al público en 2011 y en 2014 se inauguró el Complejo Turístico de Guaqui, compuesto por cuatro salas de exposición dedicadas a la cultura, la producción y el folclore de la región.
El complejo ofrece visitas guiadas, exposiciones interactivas y el acceso a la iglesia colonial Apóstol Santiago y al buque multipropósito de la Fuerza Naval para recorridos en el lago Titicaca.
Además, el complejo cuenta con cuatro salas principales:
1. Museo de Culturas: Presenta el desarrollo de los pueblos asentados en la zona del Lago Titicaca, con maquetas, textiles, restos óseos, mapas y cuadros de culturas como Chiripa, Pukara y Tiwanaku.
2. Museo de Culturas Contemporáneas: Exhibe las actividades productivas y cotidianas de los habitantes de la región, relacionadas con los ciclos anuales y los solsticios y equinoccios.
3. Sala de Fiestas y Ceremonias: Expone danzas, vestimentas y máscaras de la región, destacando la Morenada, danza la cual se baila en la festividad del 25 de julio en honor a Tata Apóstol Santiago.
4. Museo de Locomotoras: Muestra locomotoras a vapor utilizadas en la ruta Guaqui-La Paz, importadas de Inglaterra y fabricadas por ALCO y BALDWIN LOCOMOTIVE.[1][7]Las locomotoras han sido restauradas y algunas permanecen operativas. Una de ellas fue empleada en la filmación de la película Los Andes no creen en Dios del cineasta Antonio Eguino.[1][8]